# Johann Joachim Zeuner
Johann Joachim Zeuner (geboren 15. November 1647 in Alt-Stettin; begraben 8. Januar 1716 in Münden) war ein Hannoverscher Drost, Beamter und Zeichner.

## Leben

### Herkunft und Familie

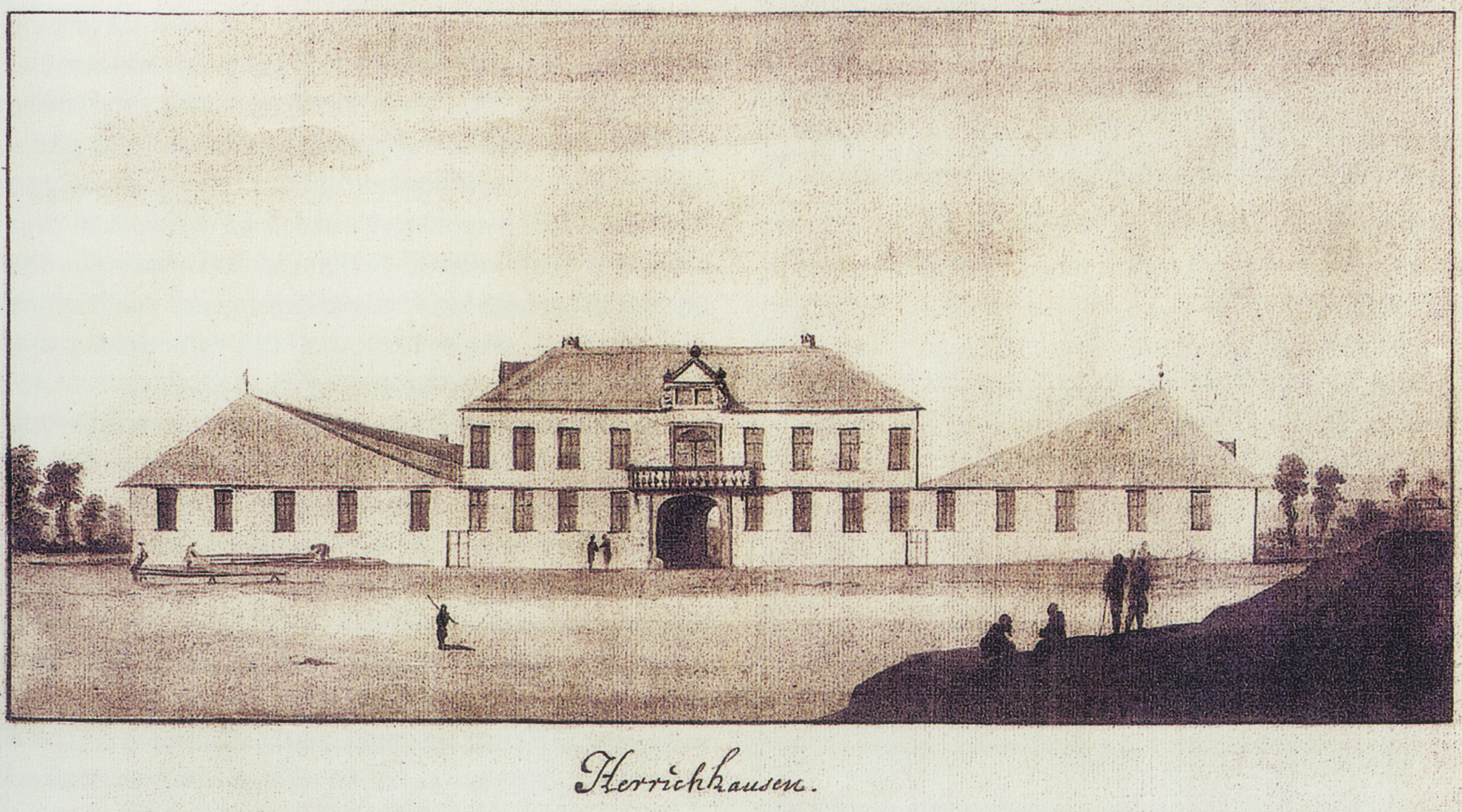
Schloss Herrenhausen, Tuschzeichnung, um 1675

Johann Joachim Zeuner war ein Sohn des königlich schwedischen Landrentmeisters Bernhard Zeuner und der Barbara, geb. Quase.
Er heiratete 1685 Margareta Elisabeth Overlach (1669–1692), einer Tochter von Johann Overlach (1625–1690) und Anna geb. Kleine. 1694 heiratet er in 2. Ehe Maria Margarethe Reinbold († 1716), einer Tochter von Heinrich Reinbold († 1699) und Margarete, geb. von Hörsten.

### Werdegang
Zeuner besuchte 1667 die Universität Wittenberg und wechselte 1668 an die Universität Tübingen. Nach Duell-Vorfällen wurde er vom Vater nach Hause beordert. Kurzzeitig diente er dann Feldmarschall Mardefeld als Sekretär und gelangte auf dessen Empfehlung 1674 mit Feldmarschall Wrangel als Sekretär in dessen Kriegskanzlei nach Hannover. 1675 hielt er sich erneut in Pommern auf, begab sich jedoch in Folge der dortigen Nachkriegsverhältnisse mit Empfehlungsschreiben von Otto Wilhelm von Königsmarck und er neu von Baron Mardefeld in die Dienste von Herzogs Johann Friedrich von Braunschweig-Lüneburg. Wenig später wechselte er in die Anstellung als Sekretär von Heinrich von Podewils. 1682 wurde er von Erbprinz Georg Ludwig zu dessen Kammer-Sekretär berufen. Er genoss das uneingeschränktes Vertrauen seines Dienstherrn. 1683 wurde er nach Wien entsandt, wo er am Vorabend der Schlacht am Kahlenberg eintraf. 1684 war er anlässlich der herzoglichen Heirat mit Sophie Charlotte am Berliner Hof. Die Hannoverschen Hilfstruppen begleitend begab er sich 1685 mit in den Türkenkrieg und war somit bei der Einnahme Neuhäusels und der Schlacht bei Gran anwesend. 1686 begleitete er seinen Dienstherren zum Entsatz von Hamburg und 1687 erneut nach Ungarn gegen die Türken. So nahm er auch am Pfälzischen Erbfolgekrieg teil und erlebte u. a. die Rückeroberung Bonns aber auch die Verlustreiche Schlacht bei Landen.
Seine Stellung am Hof war bereits 1688 derart gefestigt, das er am Tisch deines Dienstherrn speisen konnte. 1691 konnte er seien Neffen und nachmaligen Schwiegersohn Carl von Mardefeld als Page in Hannover unterbringen. Zeuner avancierte 1695 zum Rat. 1702 wurde Zeuner vom Kaiser geadelt und war somit Stifter des Adelsgeschlechts von Zeuner. Er beschloss seine Tour als Drost des Ober- und Unteramtes Münden. in diese Stellung wurde er 1703 berufen.

## Werke

### Hannover
- Zeuners Zeichnungen in der Niedersächsischen Landesbibliothek wurden noch 1977 für die einzigen bekannten gehalten. Diese Arbeiten Zeuners sind „für die Topographie Hannovers [...] wegen der frühen Zeit ihrer Entstehung von besonderer Bedeutung“. Unter diesen Arbeiten, die sämtlich als „Tuschzeichnungen, um 1675“ datiert wurden, findet sich:[1]
  - Hannover vom Südwesten, mit dem Stadtbild im Hintergrund;[1]
  - Hannover vom Osten;[1]
  - das Herzogliche Schloss, „Collegium R. Capucinorum“[5] (heute: Leineschloss) des katholischen Herzogs Johann Friedrich, mit dem von den Kapuzinern genutzten gotischen Bürgerhaus und dem umgebauten Teil des Chores der ehemaligen Minoritenkirche;[1]
  - Schlosskirche und Schlosshof; nach dem Abbruch von Bürgerhäusern entstand ein geräumiger Schlossplatz, der zur Leinstraße hin mit Mauern und einem Tor umgeben und von Soldaten mit Musketen und Hellebarden bewacht wurde;[1]
  - der Neustädter Markt, der zwischen 1648 und 1678 nach Zuschüttung des Judenteiches gerade erst entstanden war mit der Calenberger Straße und der Straße Rote Reihe, Fürstenhof und Osnabrücker Hof, dem Parnaßbrunnen und der Neustädter Kirche;[1]
  - der Beginenturm mit dem neugebauten Zeughaus und dem Tor in der Stadtbefestigung Hannovers an der Sommerbrücke;[1]
  - das gerade erst errichtete Herrenhäuser Schloss (lange vor dem Umbau durch Laves), bei dessen Bau das ehemalige Dorf Hörringhusen in Herrenhausen umbenannt wurde.[1]

### Stettin

Titelblatt mit Huldigung für Carl Gustav Wrangel vor den Zeichnungen von Schloss Skokloster von 1673

- Gerhard Eimer entdeckte darüber hinaus die im Schloss Skokloster aufbewahrten und 1673 im Format 35 × 55 cm ausgeführten Zeunerschen Zeichnungen:[6] Für den Generalgouverneur von Schwedisch-Pommern, Carl Gustav Wrangel, fertigte Zeuner unter dem Titel Emblematica arcis regiae Stettinensis delineatio ... verschiedene Architekturzeichnungen des Stettiner Schlosses.[7]

## Schriftverkehr
Den Adressat eines Briefes in französischer Sprache von Gottfried Wilhelm Leibniz von 1695 schreibt Günter Scheel Zeuner zu.
Im Online-Ritterkatalog der Berlin-Brandenburgischen Akademie der Wissenschaften sind mehrere Briefe an Zeuner erfasst, die von der Niedersächsischen Landesbibliothek digitalisiert wurden.